# Trbonje
Trbonje este o localitate din comuna Dravograd, Slovenia, cu o populație de 239 de locuitori.